# Bukovec (přírodní rezervace, okres Jablonec nad Nisou)

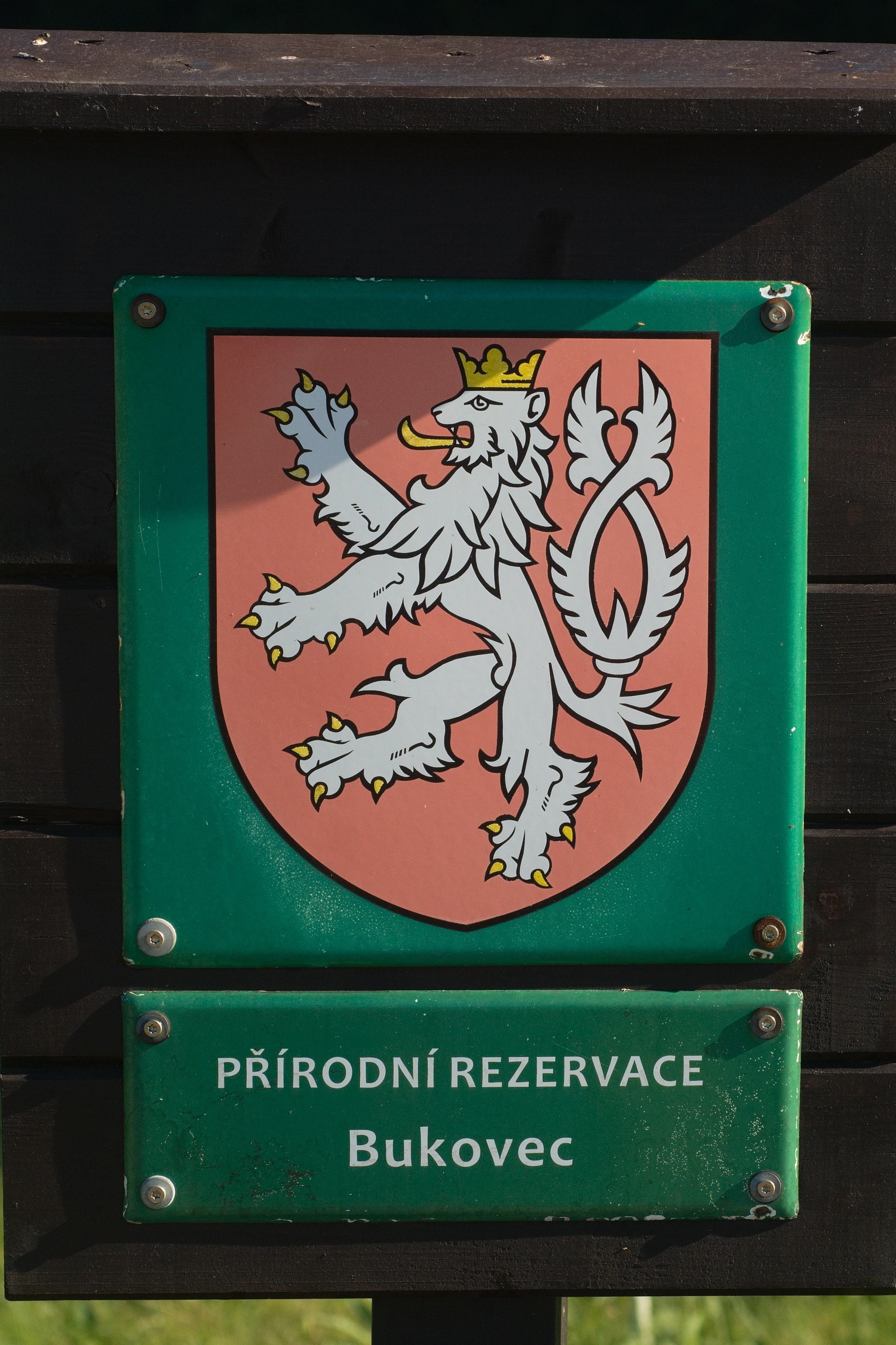
Bukovec - cedule

Bukovec je přírodní rezervace v katastrálním území Jizerka a Polubný v okrese Jablonec nad Nisou. Důvodem ochrany jsou přírodě blízká lesní a luční společenstva s výskytem ohrožených rostlinných a živočišných druhů vázaných na územně izolované čedičové podloží ve vysoké nadmořské výšce, geomorfologie a klimatické podmínky hory Bukovec a jejího okolí.
Přírodní rezervace se překrývá s evropsky významnou lokalitou Natura 2000 Bukovec, chráněnou krajinnou oblastí Jizerské hory a ptačí oblastí Jizerské hory.